# Joan Busquets
Pour les articles homonymes, voir Busquets.
Joan Busquets Grau, né en 1946 à El Prat de Llobregat, est un urbaniste et architecte espagnol.

## Biographie
Joan Busquets est né à El Prat de Llobregat en 1946. Il est professeur à l'université polytechnique de Catalogne où il a obtenu son doctorat. Il est également professeur à la Harvard Graduate School of Design, et professeur invité de diverses universités.
Joan Busquets dirige l'agence d'urbanisme de Barcelone de 1983 à 1989. Il assume la préparation des Jeux olympiques de Barcelone de 1992.
À partir de 1992 il dirige l'agence BAU B. Arquitectura i Urbanisme installée à Barcelone, où il contribue à l'urbanisme de Tolède, Amersfoort, Trente, La Coruña, Helmond, Palma de Majorque, Delft et Toulouse.
Il reçoit en 2011 le prix spécial Europe du grand prix national de l'architecture.

## Aménagements du centre de Toulouse
Joan Busquets est l'urbaniste choisi en 2010 par la majorité de gauche à la municipalité pour conduire le projet urbain du centre ville de Toulouse. Il est reconduit en 2014 par la majorité de droite à la municipalité.

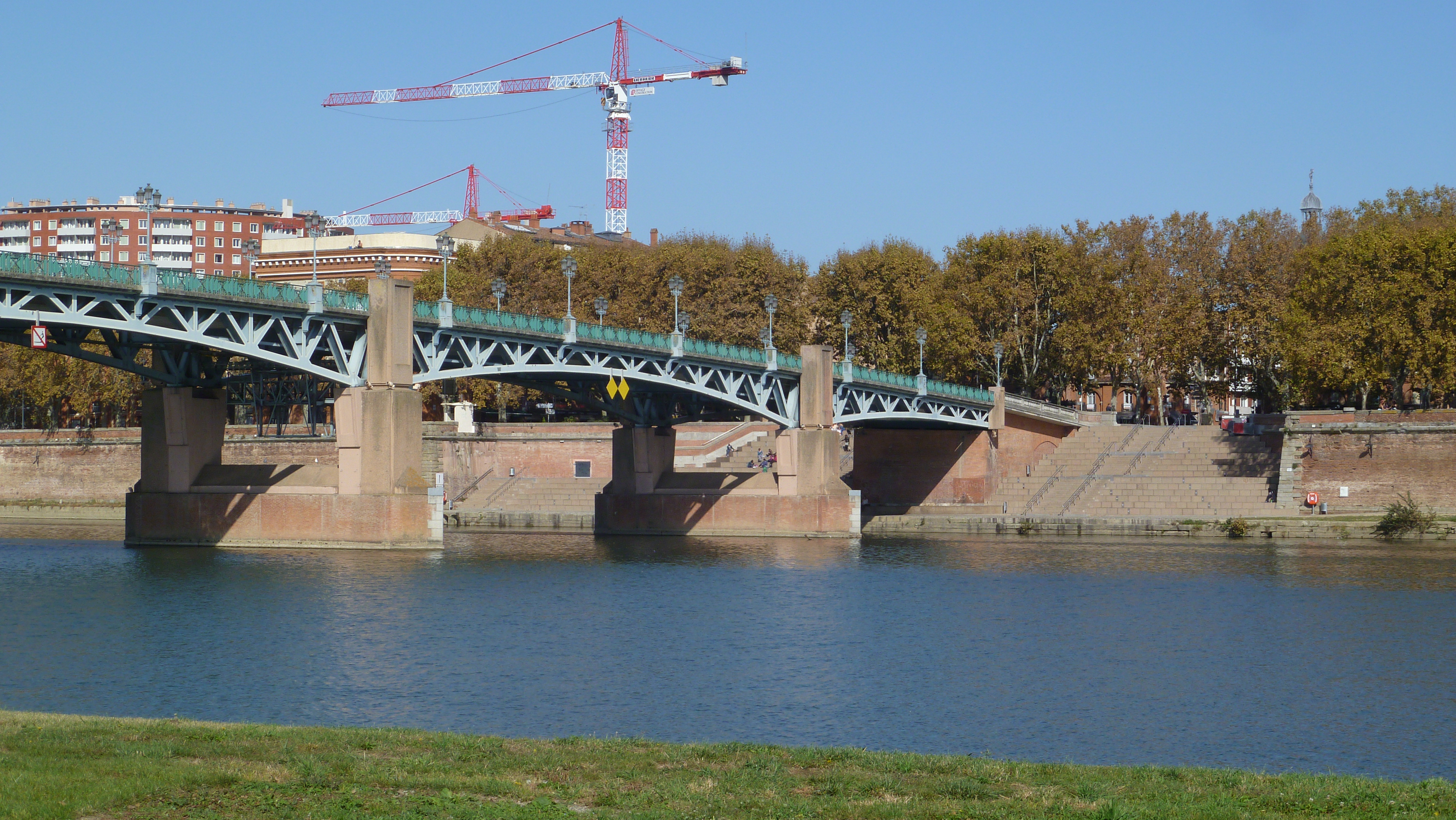
Escalier Saint-Pierre depuis la rive gauche (Toulouse)

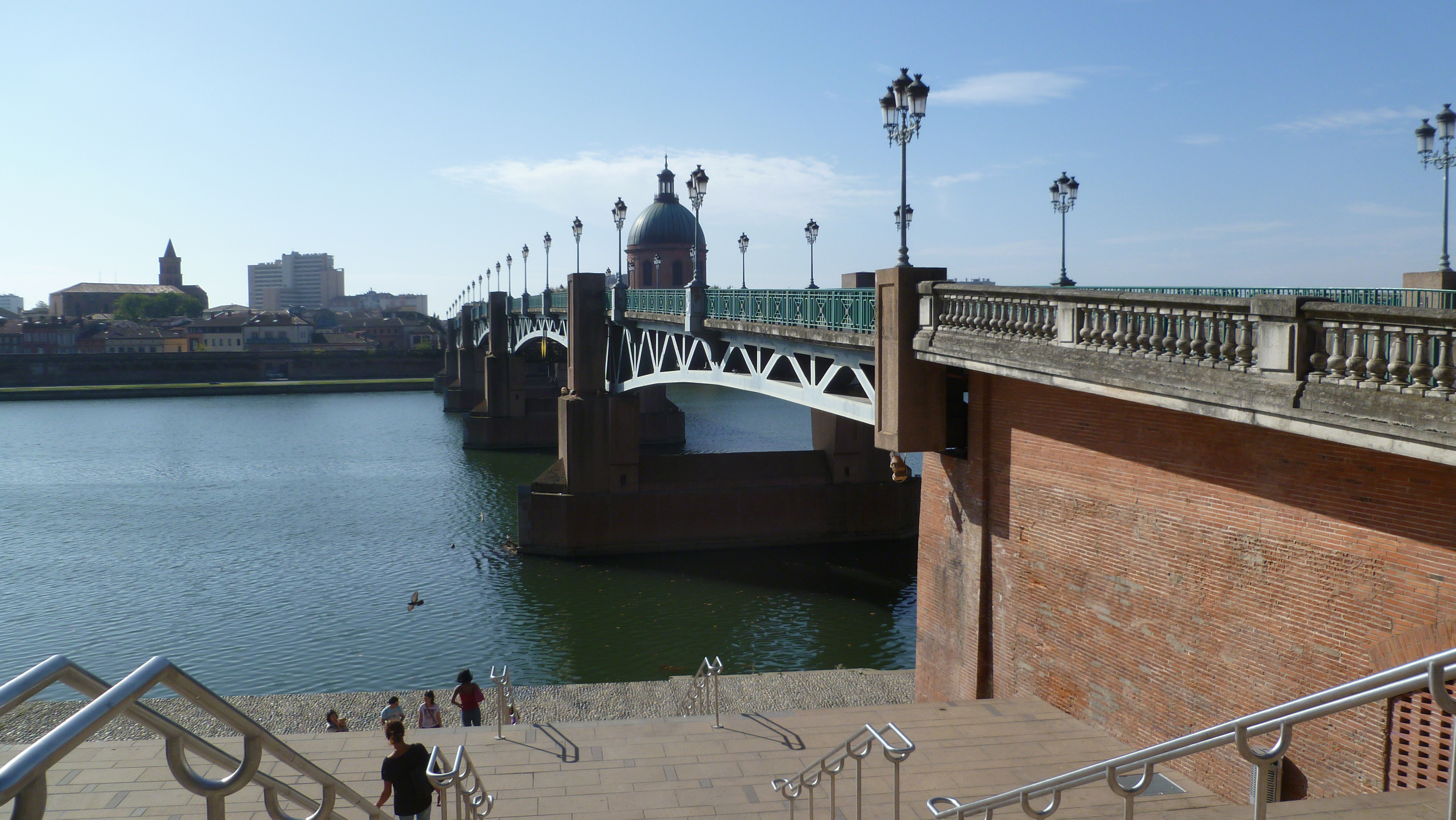
Escalier Saint-Pierre depuis la place (Toulouse)

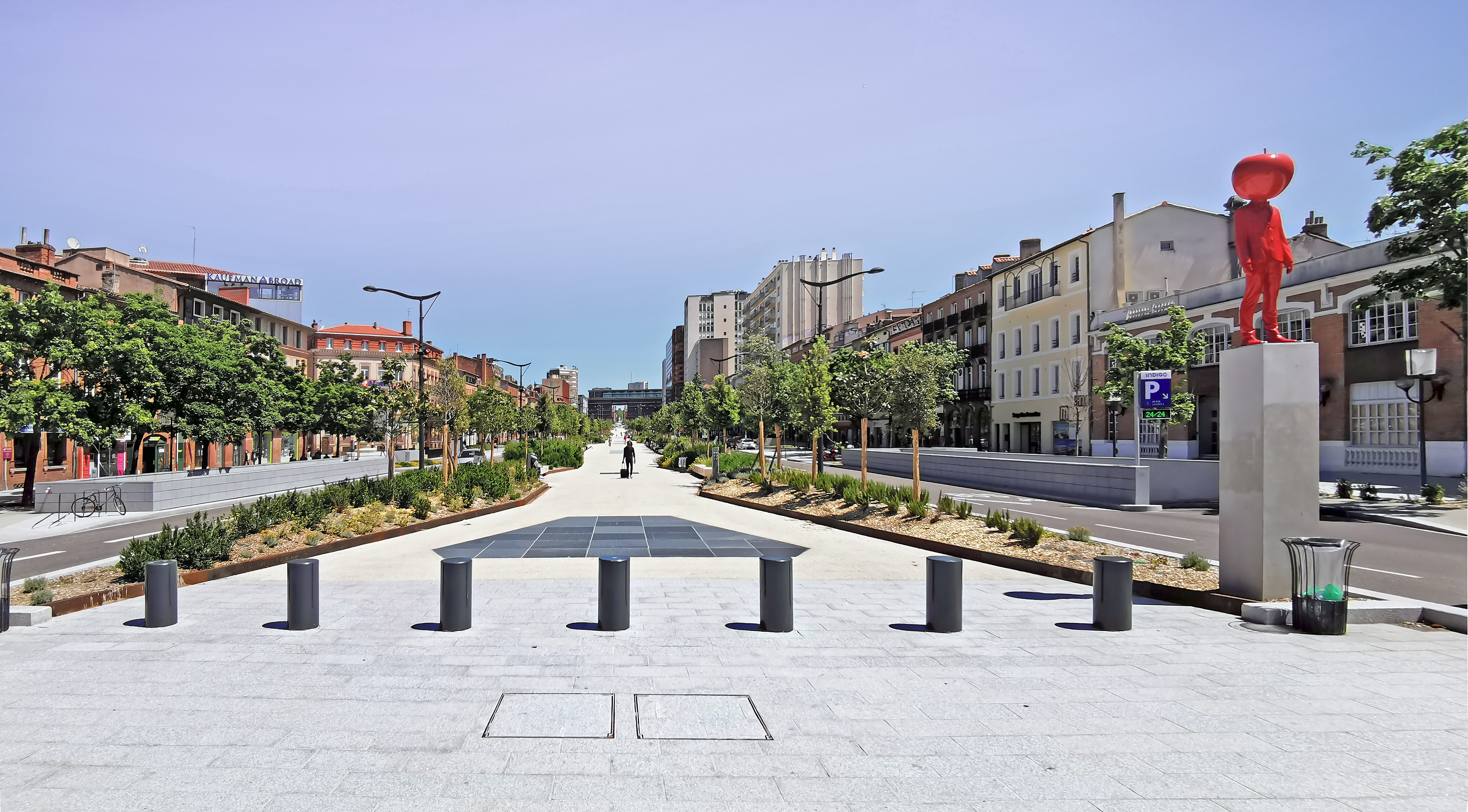
Nouvel aménagement des allées Jean-Jaurès inauguré en 2019

 Le projet urbain de Joan Busquets est publié dans le livre Toulouse, identité et partage du centre-ville à l'été 2014. Il étudie et propose des aménagements pour les accès place du Capitole et rue de la Pomme, le Quai Lombard, la rue de la Pomme, la place Saint Pierre (où des escaliers monumentaux sont réalisés), la place de la Daurade, les rues Romiguières et Pargaminières, la rue Jean-Suau, les boulevards de « l'octogone », le parvis Saint-Pierre-des-Cuisines, le canal de Brienne, le canal du Midi, la place de Belfort, les allées Jean-Jaurès, la rue de Metz et la rue de la République, la place Saint-Sernin, les quais de la Garonne, le port Viguerie et la rue de l'Eau.